# Гастон Дрон
Гастон Дрон (фр. Gaston Dron, 19 березня 1924 — 13 серпня 2008) — французький велогонщик.
Бронзовий призер Олімпійських Ігор 1948 року на тандемах.